# Gesta Hungarorum

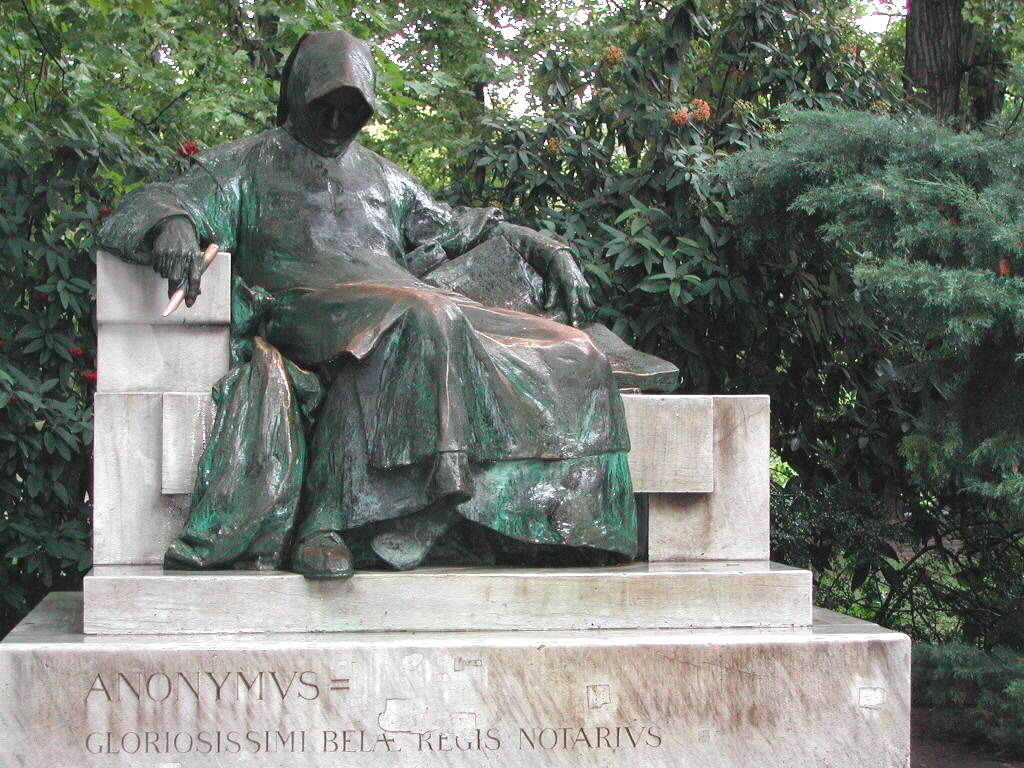
Socha kronikáře Anonyma v Budapešti od Miklóse Ligetiho (1903)

Gesta Hungarorum (v překladu Činy Uhrů) je kronika neznámého královského notáře pod označením Anonymus či Magister P., která vznikla okolo roku 1200 nebo o něco málo dříve ve 12. století.
Autor se v kronice označuje sám jako P. (P. dictus magister et gloriosissimi condam regis notarius) nebo jako anonymní notář krále Bély (Anonymus regis Belae notarius). Zkratka P. může znamenat kromě jména též zkratku slova praedictus tj. první jmenovaný. Slovo Anonymus lze chápat jako přívlastek anonymní nebo též jako jméno. Králem Bélou je patrně míněn uherský král Béla II. (ještě v době, kdy byl jako rex iunior pánem Sedmihradska).

## Dílo
Kronika popisuje dějiny Uhrů od pravlasti v Skythii až po knížete Gejzu a založení uherského státu, s vyzdvihnutým významem oligarchie. Gesta Hungarorum zakládají středověkou, latinsky psanou uherskou historiografii. Většina událostí je autorovou fikcí, zčásti zřejmě převzatou z ústní tradice. V díle je zmíněna smrt českého knížete blahoslaveného Vratislava I., otce sv. Václava (s datováním 13. února 921).
| „                      | Magister zvaný P a někdejší notář nejslavnějšího uherského krále Bély blahé paměti posílá svému nejmilejšímu příteli N., muži ctihodnému a ve spisovatelském umění vzdělanému, pozdrav a zvěst o splnění jeho žádosti. Požádal jsi mne, abych napsal o původu uherských králů a jejich velmožů, dále to, jak sedm náčelníků, kteří se nazývají Hetumoger, odešlo ze skytské země, to jaká je skytská země a jak byl zplozen kníže Almoš, proč se první maďarský kníže, od kterého si uherští králové odvodzují svůj původ, volá Almoš, kolik království a králů si podmanili, a to, proč lid, který se v jazyku cizinců volá Hungari a ve svém vlastním zase Maďaři, odešel ze skytské země. | “ |
| — Úvod Gest Hungarorum | |   |

## Edice
- Vincent Múcska (ed.). Kronika anonymného notára kráľa Bela (Gesta Hungarorum). Vydavateľstvo Rak. Budmerice 2000.